# Anton Goudsmit
Anton Goudsmit (Haarlem, 24 april 1967) is een Nederlandse jazzmusicus. Hij is bekend geworden als gitarist van New Cool Collective en The Ploctones.
Goudsmit studeerde in 1994 summa cum laude af aan het conservatorium van Amsterdam. Hij treedt dan op in het kwartet van Eric Vloeimans. Ook maakte hij vanaf de oprichting in 1991 jarenlang deel uit van het New Cool Collective. In de loop der jaren heeft Anton Goudsmit in diverse groepen gespeeld en opgetreden met veel verschillende andere artiesten. Hij is actief in verschillende muziekstijlen. Een van de groepen waarin hij speelt en vrijwel alle muziek voor componeert is The Ploctones. Goudsmit is oprichter van dit kwartet met saxofonist Efraïm Trujillo, bassist Jeroen Vierdag en slagwerker Martijn Vink.
In 2010 werd Goudsmit de VPRO/Boy Edgar Prijs toegekend. De jury prees hem om zijn veelzijdigheid en het feit dat hij verschillende leeftijdsgroepen weet aan te spreken. In datzelfde jaar ontving hij het Duiveltje, de prijs voor beste Nederlandse popgitarist. 
- Library of Congress Control Number: no2011062118
- MusicBrainz: 67efe93f-7333-459f-821d-a9232a1faeb9
- Nationale Bibliotheek van Israël: 987007320755205171
- Virtual International Authority File: 38149366412385602844
- WorldCat: E39PBJwHdCcKKJyg64Q7MxxqwC